# Добровольський Олег Васильович
Олег Васильович Добровольський (12 грудня 1914—1989) — радянський астроном, академік АН Таджицької РСР (1966).

## Життєпис
Народився в м. Олександрівськ. У 1937 році закінчив Київський університет. У 1941 році закінчив аспірантуру при Пулковській обсерваторії. З 1941 року працював в Інституті астрофізики АН Таджицької РСР (до 1958 року — Душанбинська обсерваторія); з 1946 року очолював відділ кометної астрономії. У 1971—1977 роках був директором Інституту астрофізики АН Таджицької РСР, в ці роки під його керівництвом побудовано другу чергу Гісарської обсерваторії інституту і закладена високогірна обсерваторія на горі Санглок (південь Таджикистану).
Основні наукові роботи присвячені фізиці комет і метеорів, а також зоряній статистиці і змінним зіркам. На основі розробленого ним спільно з К. Ф. Огородниковим статистичного методу, що замінив метод Вольфа, визначив відстані до багатьох темних туманностей і зоряних скупчень, оцінив оптичну товщину темних туманностей. Першим визначив галактичне поглинання за статистикою квазарів і показав, що воно відповідає космологічним (а не внутригалактичним) відстаням квазарів. Провів великий ряд спостережень телескопічних метеорів і метеорних слідів. Розробив теорію дифузії метеорних слідів, пояснив явище «трубки Траубриджа» як результат інтенсивного дроблення метеорних тіл. Виконав численні фотометричні і низку спектральних спостережень комет. Детально вивчив статистичний зв'язок кометних і сонячних явищ, досліджував механізми взаємозв'язку корпускулярних потоків Сонця з атмосферами комет, перший звернув увагу на важливу роль колективних процесів у цих взаємодіях. Дав теорію оптично щільних атмосфер комет як саморегульовних явищ. Ініціатор лабораторного моделювання комет в СРСР. Організував моделювання сублімації гетерогенних кометних ядер під впливом різних зовнішніх факторів, яка підтвердила запропонований ним механізм розлому поверхневого шару ядра комети під тиском газу, що накопичується під поверхнею. Досліджував тепловий режим обертових кометних ядер і вплив експериментально визначеної реактивної сили на еволюцію ядра. Запропонував теорію пилових оболонок у головах комет. Визначив розміри та початкові швидкості складових їх часток.
Автор монографій «Нестаціонарні процеси в кометах і сонячна активність» (1961), «Комети» (1966), один з авторів «Курсу астрофізики і зоряної астрономії» (т. III, 1964). Головний редактор видаваного Інститутом астрофізики АН Таджицької РСР журналу «Комети й метеори» (з 1957) і «Бюлетеня Інституту астрофізики АН Таджицької РСР» (з 1971).
Заслужений діяч науки Таджицької РСР (1977).
На його честь названо астероїд 3013 Доброволєва.